# Scam (singiel)
Scam (zapis stylizowany majuskułą: SCAM) – singel polskiej influencerki Hi Hani. Singel został wydany 4 kwietnia 2025.
Oryginalny teledysk do utworu zdobył ponad 2 mln wyświetleń na platformie YouTube. Natomiast w serwisie Spotify, utwór osiągnął 3 mln przesłuchań.

## Nagrywanie i historia wydania
Utwór został wyprodukowany przez Clearminda, natomiast za miksowanie oraz mastering odpowiedziany był FANTØM. Tekst do piosenki został napisany przez Hanię Puchalską oraz Jędrka Wołodko, który odpowiadał również za realizację wokali. Utwór wykonała wokalista Hi Hania. 
Singel ukazał się w formacie digital download 11 grudnia 2024 w Polsce nakładem wytwórni płytowej Ekipa. 

## Teledysk
Do utworu powstał teledysk w reżyserii Danny'ego Patyka, który udostępniono za pośrednictwem platformy YouTube w dzień wydania singla.

## Lista utworów
- Digital download[5]

1. Scam” – 2:01

## Notowania
| Kraj     | Lista               | Najwyższa pozycja |
| -------- | ------------------- | ----------------- |
| Polska   | iTunes              | 23                |
| Polska   | Apple Music – Dance | 35                |
| Polska   | Spotify             | 178               |
| Norwegia | iTunes              | 41                |

| Kraj   | Lista               | Pozycja |
| ------ | ------------------- | ------- |
| Polska | Spotify             | 131     |
| Polska | Spotify Viral Songs | 29      |